# Georg Woldemar von Lilienfeld

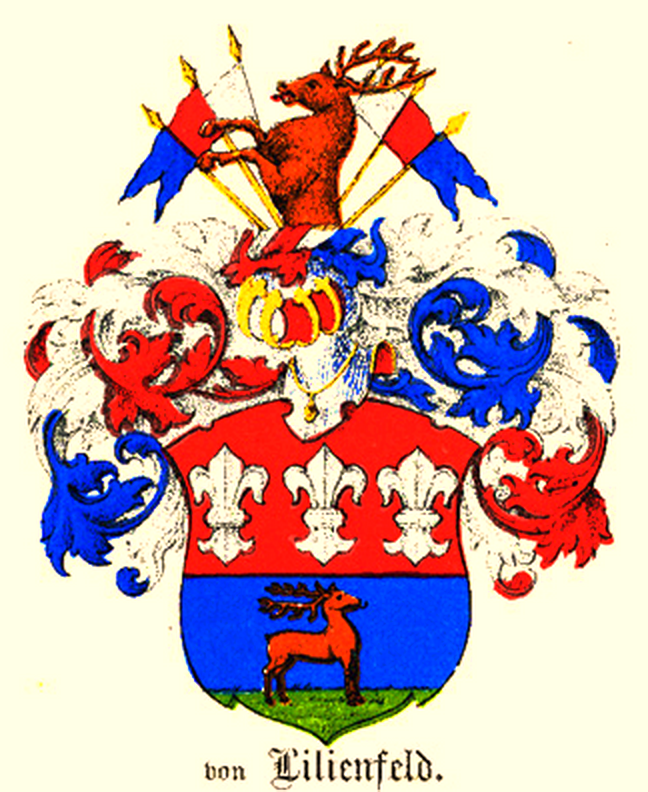
Wappen des Adelsgeschlechts Lilienfeld

Georg Woldemar Johann von Lilienfeld (*  30. Dezember 1772 in Parrasmetz, Ösel; † 10. Mai 1835 in Saage, Estland), Herr auf Saage und Eicklecht war ein baltischer Adelsmann, Ritterschaftshauptmann der Estländischen Ritterschaft und Landrat in Estland.

## Leben
Georg Woldemar von Lilienfeld war russischer Rittmeister und ab 1812  Kreisrichter. Von 1827 bis 1835 war er estländischer Ritterschaftshauptmann und danach Landrat im estländischen Landratskollegium. Zu seinen Besitzungen gehörten die Gutshöfe Saage und Sicklecht.

## Herkunft und Familie
Georg Woldemar stammte aus der bekannten baltischen Adelsfamilie von Lilienfeld. Sein Vater war der öselsche Landrat Heinrich Otto von Lilienfeld (1725–1779), Herr auf Oidenorm (Estland) und Parrametz (Ösel), der mit Charlotte von Smitten verheiratet war. Georg Woldemar war mit Gustaviana Christina Freiin von Dellingshausen (1765–1820), der Erbin von Saage verheiratet, er war der Gründervater des III. Hauses „Saage“ des Adelsgeschlechts Lilienfeld, ihre Nachkommen waren:
- Amalie Julie von Lilienfeld (1801–1861) ⚭ mit dem Generalmajor Georg Johann von Staal auf Rayküll (1777–1862)
- Karl Friedrich Wilhelm von Lilienfeld (1802–1819), als Gardejunker in Sankt Petersburg gestorben
- Otto Gustav von Lilienfeld  (1805 – 1896), Herr auf Saage, Allo, Rappel und Angern, Ritterschaftshauptmann und Landrat ⚭ Gustava Magdalena von Benckendorff (1811–1892)